# キーウ地下鉄

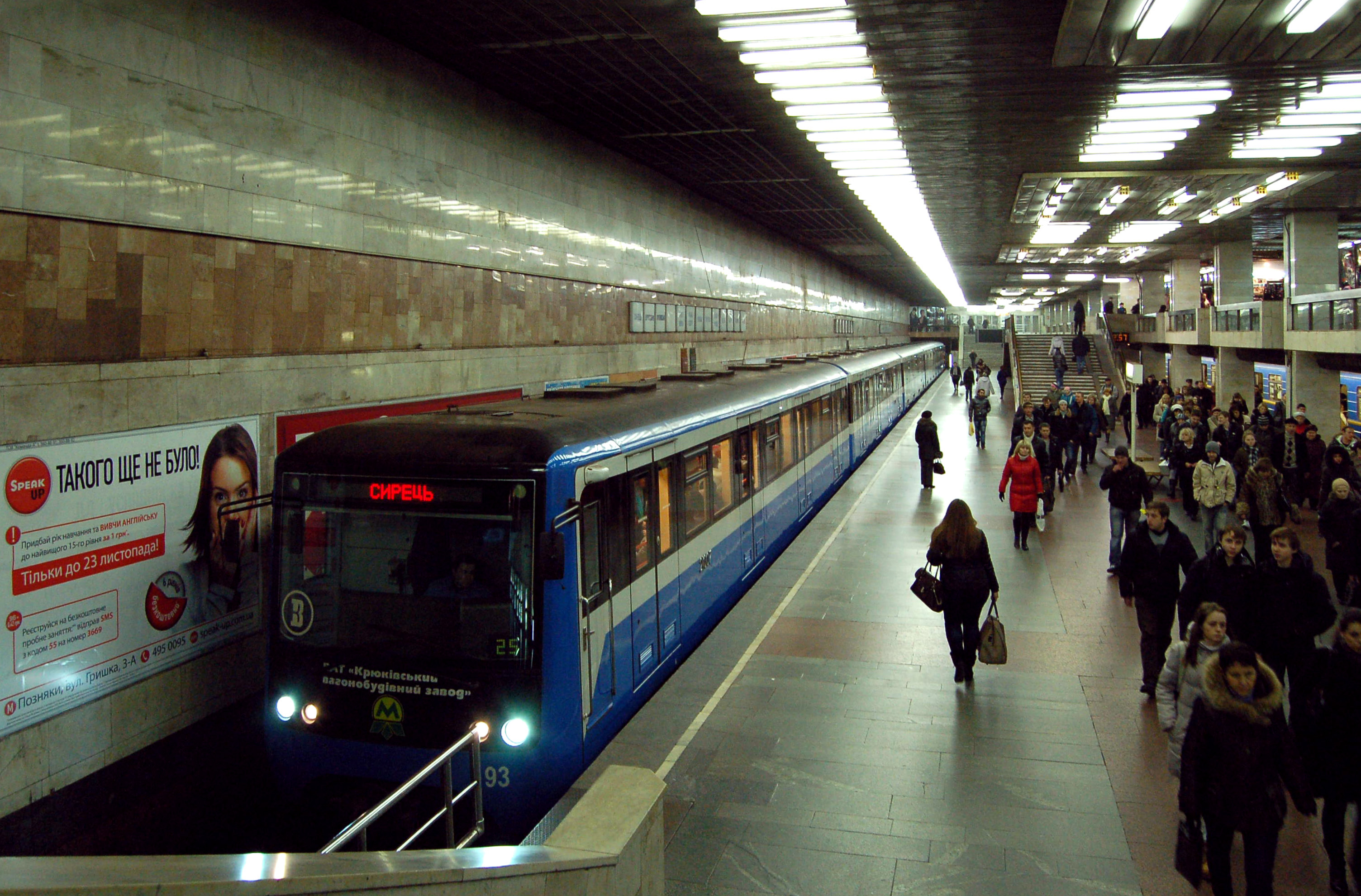
乗り場

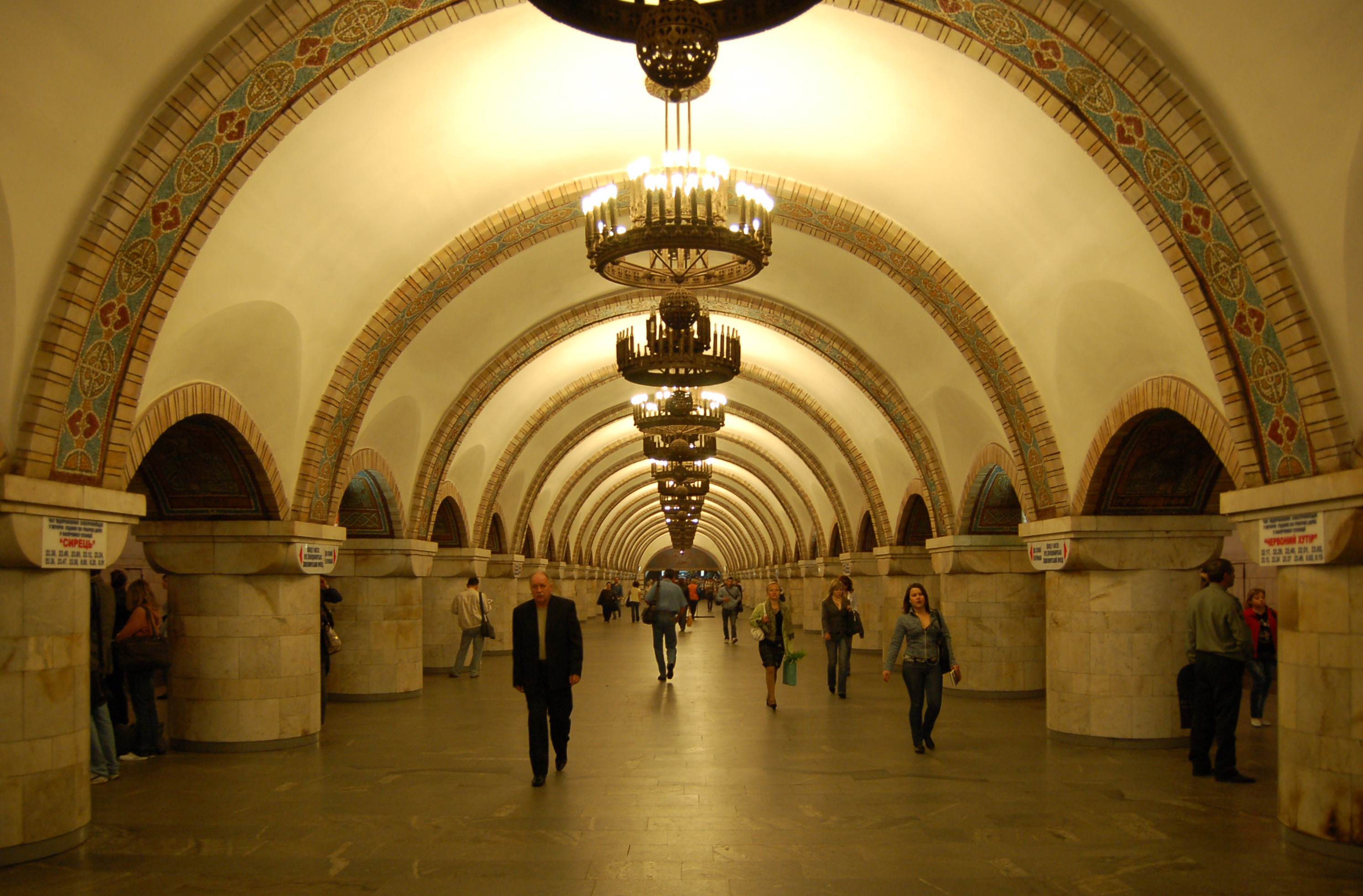
駅の内装

キーウ地下鉄（ウクライナ語:Київський метрополітен）またはキエフ地下鉄は、ウクライナの首都キーウの市内を走る地下鉄である。

## 概要
キエフ（キーウ）地下鉄は、ソ連時代の1960年に最初の区間（1号線ヴォグザーリナヤ駅～ドニェープル駅間5.2km）が開通した。これによってキーウはモスクワ、レニングラードに次いで地下鉄を有するソ連3番目の都市となった。その後も延伸を続け、1976年には2号線のクレニーウスィカ・チェルヴォノアルミースィカ線、1989年には3号線のスィレーツィコ・ペチェールスィカ線が開業した。
2017年時点では、キーウに3路線、総延長67.6kmの地下鉄が走っているが、現在新たに1路線が建設工事中であり、また、2号線と3号線は延伸工事中である。

### 路線
| #     | 路線名                                                           | 開通   | 最新の駅開業年 | 路線長   | 駅数 |
| ----- | ---------------------------------------------------------------- | ------ | -------------- | -------- | ---- |
| 1     | スヴャトーシノ・ブロヴァルー線 (Свято́шинсько-Броварська́ лінія)   | 1960年 | 2003年         | 22.65 km | 18   |
| 2     | オボロンスコ・テレムキフスィカ線 (Оболонсько-Теремківська лінія) | 1976年 | 2013年         | 20.95 km | 18   |
| 3     | スィレーツィ・ペチェールシク線 (Сирецько-Печерська лінія)        | 1989年 | 2008年         | 23.86 km | 16   |
| 合計: |                                                                  |        |                | 67.6 km  | 52   |

### 利用
運賃は2020年2月現在、全区間均一8.0フリヴニャである。入場の際は、自動券売機か窓口で非接触型ICカード回数券「キーウスマートカード」か、「ジェトン」と呼ばれる青いプラスチック製のトークンを購入し、自動改札機に通す。また駅によっては切符に印刷されたQRコードを改札機に読み取らせる方式も取られている。なお、出場の際はそのまま出るだけである。改札のあるエスカレーターの下部には大抵監視員の女性がいる。
運用本数は1分～3分に1本程度の割合であるが、何らかの事情により5分程度間隔が開いたり、所要時間が多くかかったりする場合もある。利用客は市の中心部に向かって増加する。
なお、地下鉄と並行してマルシュルートカなど別の交通機関も走っており、中にはほぼ同じルートを辿る路線もあるが、運賃、行き先、細かい経由地点の違いなどから利用客はこれらを使い分けている。「ジェトン」はマルシュルートカの運賃の支払いの際に現金の代わりとして用いられている場合も見られるが一般的なものではない。
ロシアのウクライナ侵攻後、地下鉄の施設が防空壕としても利用されている。

## 車輌

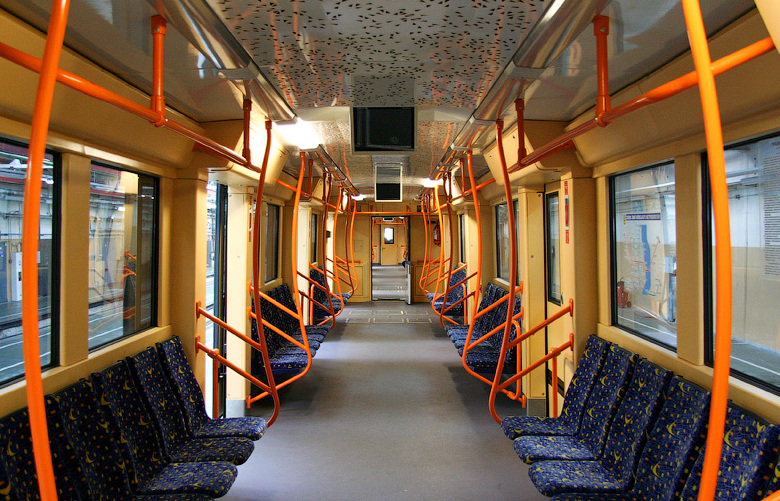
車輌内

1970年代から80年代にかけて製造されたソ連製や、新型のウクライナ製など数種が運用されている。新型車輌はクレニーウスィカ・チェルヴォノアルミースィカ線を中心に運用されており、一方でスヴャトーシノ・ブロヴァールスィカ線にはソ連製の旧型車輌が多い。車輌はいずれも3ドアである。いずれの車輌も車内にサムスン電子製のLCD式の車内案内表示装置を備えており、駅案内やコマーシャルが流されている。車内表記と放送は全てウクライナ語である。さらに、到着時には英語での駅名アナウンスも行われている。
車体塗装は青色に、黄色の帯を入れてウクライナの国旗の色に仕立て上げられている。先頭車輌側面には、国章である「トルィーズベツィ」が付けられているものもある。また、キーウ市の宣伝のラッピングをした特別車輌も走っている。これには国章の他、キーウの市章である大天使ミカエルが描かれ、また黄色の尾を引く流星もあしらわれている。

### 現用車両
- E形
- Ezh形
- Em形
- 81-717/714形
- 81-553.1/554.1/555.1形（ウクライナ語版）
- 81-7021/7022形（ウクライナ語版）

### 過去の車両
- D形（ロシア語版）